# Турапов Нармумін Турапович
Нармумін Турапович Турапов (1933, тепер Узбекистан — ?, Узбекистан) — радянський узбецький діяч, перший секретар Кашкадар'їнського обкому КП Узбекистану. Депутат Верховної ради Узбецької РСР. Депутат Верховної ради СРСР 11-го скликання. Кандидат сільськогосподарських наук.

## Життєпис
У 1955 році закінчив Самаркандський сільськогосподарський інститут.
У 1955—1959 роках — агроном колгоспу, головний агроном, директор машинно-тракторної станції в Узбецькій РСР.
Член КПРС з 1957 року.
У 1959—1961 роках — інструктор обласного комітету КП Узбекистану; секретар районного комітету КП Узбекистану.
У 1961—1972 роках — директор радгоспу, директор обласного тресту радгоспів в Узбецькій РСР.
У 1972—1978 роках — 1-й секретар декількох районних комітетів КП Узбекистану.
У 1978—1984 роках — голова виконавчого комітету Сурхандар'їнської обласної ради народних депутатів.
У 1984—1986 роках — 1-й секретар Кашкадар'їнського обласного комітету КП Узбекистану.
Подальша доля невідома.

## Нагороди
- орден Леніна (27.12.1976)
- орден Жовтневої Революції (8.12.1973)
- два ордени Трудового Червоного Прапора (27.08.1971, 4.03.1980)
- медалі